# Spokój.
Spokój. (zapis stylizowany: spokój.) – album studyjny polskiego rapera Kubana. Wydawnictwo ukazało się 24 marca 2023 nakładem wytwórni muzycznych Dobzi ludzie i My Music.
Album jest utrzymany w stylu muzyki hip-hop. Składa się z wersji standardowej (1 CD)
Płyta zadebiutowała na 1. miejscu polskiej listy sprzedaży – OLiS. Wydawnictwo uzyskało status podwójnej platynowej płyty, przekraczając liczbę 60 tysięcy sprzedanych kopii.

## Lista utworów
Opracowano na podstawie materiału źródłowego.
1. „Dom” – 2:55
2. „Same zmartwienia” (gośc.: Quebonafide) – 2:46
3. „Rubinowe wino” (gośc: Hodak) – 2:24
4. „Magister sztuki” – 2:09
5. „Od serducha” (gośc: KęKę) – 3:28
6. „Mój kumplu” (gośc: Żabson) – 3:02
7. „Pamiętam siebie” (gośc: Bedoes) – 2:33
8. „After” – 2:45
9. „O świcie” – 1:54
10. „Na okrągło” – 3:08
11. „Jak nie wrócę po północy” (gośc: Szpaku) – 2:32
12. „Gdzieś wyjedźmy już” – 2:46
13. „Outro” – 1:04

## Pozycje na listach sprzedaży
| Kraj   | Lista (2023)             | Najwyższa pozycja |
| ------ | ------------------------ | ----------------- |
| Polska | OLiS – albumy            | 1                 |
| Polska | OLiS – albumy fizycznie  | 2                 |
| Polska | OLiS – albumy w streamie | 1                 |

| Kraj   | Lista (2023)            | Pozycja |
| ------ | ----------------------- | ------- |
| Polska | OLiS – albumy           | 2       |
| Polska | OLiS – albumy fizycznie | 7       |

## Certyfikaty
| Kraj          | Certyfikat         | Sprzedaż |
| ------------- | ------------------ | -------- |
| Polska (ZPAV) | 2× platynowa płyta | 60 000+  |